# Leipsic (Delaware)
Leipsic – miasto w Stanach Zjednoczonych, w stanie Delaware, w hrabstwie Kent.